# 나베시마 나오마사
나베시마 나오마사(일본어: 鍋島 直正)는 에도 시대 말기의 다이묘이다. 히젠 사가번 제10대 번주. 사가 전 선대 번주 나베시마 나리나오의 17남으로 메이지 유신 이전에는 나리마사(斉正)라는 이름을 사용하였다. 사가 7현인(佐賀の七賢人) 중 한사람이다.
| 전임 나베시마 나리나오 | 제10대 사가번 번주 (나베시마가) 1830년 ~ 1861년 | 후임 나베시마 나오히로 |